# Prunella Scales
Prunella Scales, właśc. Prunella Margaret Rumney Illingworth (ur. 22 czerwca 1932 w Sutton Abinger) – angielska aktorka, najbardziej znana ze swojego występu w serialu komediowym Hotel Zacisze, gdzie wcielała się w postać nieco despotycznej żony głównego bohatera, właściciela tytułowego hotelu (w tej roli John Cleese).

## Życie prywatne
W 1963 poślubiła Timothy’ego Westa, z którym ma dwóch synów: Sama Westa i Joego.
W 2014 jej mąż, Timothy West, ujawnił w gazecie The Guardian, że Scales cierpi na chorobę Alzheimera, przez którą zakończyła karierę aktorską. Rok później poinformowano, że jej stan zdrowia znacznie się pogorszył i że prawie niczego nie pamięta ze swojego życia.

## Filmografia
- 2014: Sub Rosa
- 2013: Rozmowa (The Phone Call) jako Joan
- 2012: Stranger Danger jako Violet Mangham
- 2011: Koszmarny Karolek (Horrid Henry: The Movie) jako prababcia cioteczna Gertruda
- 2009: The Royal jako admirał
- 2008: Panna Marple: Kieszeń pełna żyta (Marple: A Pocket Full of Rye) jako pani McKenzie
- 2007: Where the Heart Is jako Hattie Dymchurch
- 2006: Poszukiwacze muszli (The Shell Seekers) jako Dolly Keeling
- 2005: Helix jako Gemima Barrington-Law
- 2004: The Funny Ladies of British Comedy jako ona sama
- 2003: Looking for Victoria jako prezenterka/królowa Wiktoria
- 2002: Dickens jako Elizabeth Dickens
- 2001: Ludzka twarz (The Human Face) jako właścicielka sklepu zoologicznego/żona
- 2001: Station Jim jako królowa Wiktoria
- 1999: Szalone Krowy (Mad Cows) jako dr Minny Stinkler
- 1998: Stiff Upper Lips jako ciotka Agnes
- 1997: Mąż idealny (An Ideal Husband) jako lady Markby
- 1996: Dalziel and Pascoe: An Advancement of Learning jako Edith Disney
- 1996: Emma jako panna Bates
- 1996: Złamany kod (Breaking the Code) jako Sara Turing
- 1996: Król głupców (Lord of Misrule) jako Shirley
- 1995: Nieprawdopodobna historia (An Awfully Big Adventure) jako Rose
- 1995: Searching jako pani Tilston
- 1994: Uczciwa gra jako Marjorie
- 1994: Sherwood's Travels
- 1994: Dwóch ojców (Second Best)
- 1994: Wilk (Wolf) jako Maude
- 1992: Powrót do Howards End (Howards End) jako ciotka Juley
- 1992: A Question of Attribution jako H.M.Q.
- 1988: Loża szyderców (A Chorus of Disapproval) jako Hannah Ap Llewellyn
- 1988: Czekoladowy sekret (Consuming Passions) jako Ethel
- 1987: When We Are Married jako Annie Parker
- 1987: Samotna pasja Judith Hearne (The Lonely Passion of Judith Hearne) jako Moira O’Neill
- 1985–1986: Mapp & Lucia jako panna Elizabeth Mapp
- 1983: Wagner jako pani Pollert
- 1983: The Wicked Lady jako lady Kingsclere
- 1982: Wesołe kumoszki z Windsoru (The Merry Wives of Windsor) jako pani Page
- 1978: Pies Baskerville’ów (The Hound of the Baskervilles) jako Glynis
- 1978: Chłopcy z Brazylii (The Boys from Brazil) jako pani Harrington
- 1975–1979: Hotel Zacisze (Fawlty Towers) jako Sybil Fawlty
- 1962: Walc torreadorów (Waltz of the Toreadors) jako Estella Fitzjohn
- 1954: What Every Woman Wants jako Mary
- 1954: Wybór Hobsona (Hobson's Choice) jako Vicky Hobson
- 1952: Duma i uprzedzenie (Pride and Prejudice) jako Lydia Bennet